# Distrito de Butha-Buthe
Butha-Buthe es un distrito de Lesoto. 

## Demografía
En 2014, el distrito tenía una población de 118.242 habitantes, el 6% por ciento de la población del país. La población activa era de 154.384 personas. En total, había 71.012 personas empleadas de un total de 154.384 personas mayores de 15 años.

## Geografía
El distrito de Butha-Buthe limita al norte con Sudáfrica. Al sureste, con el distrito de Mokhotlong y con el distrito de Leribe al sur. Los distritos occidentales de Lesoto tienen una zona de tierras predominantemente bajas con una elevación de 1.500 m sobre el nivel del mar. Estas tierras son las principales zonas agrícolas del país. La precipitación media anual en el país es de 100 cm, la mayor parte de la cual se recibe durante la temporada de lluvias de octubre a abril. Aunque llueve durante todos los meses del año, el agua subterránea es limitada debido a las filtraciones. La región tiene un clima templado debido a la altitud y es húmeda durante la mayor parte del año. La temperatura en las tierras bajas varía de 32 °C a -7 °C en invierno.

## Economía
En 2008, el 49% de la población económicamente activa del distrito era de 154.384 personas, de las cuales 71.012 eran mayores de 15 años. La población empleada de entre 6 y 14 años era de 1.232 personas de un total de 43.674. La cantidad de personas que se dedicaban a la agricultura de subsistencia era de 836 personas y la de otros sectores, de 396. La cantidad de personas desempleadas en el distrito era de 21.800 y la tasa de desempleo era de 0,71. La superficie total plantada en 2009 era de 7.164, lo que representaba el 1,77% de la superficie total plantada en el país. La producción total fue de 3.108 toneladas, lo que representó el 2,06 por ciento de los totales del país. El principal cultivo es el maíz; el trigo, el sorgo, los frijoles y los guisantes son los otros cultivos. En 2007, había un total de 293 km de caminos en el distrito, con 105 km  de caminos pavimentados y 188 km sin pavimentar.